# Dydymkin
Dydymkin (ros. Дыдымкин) – chutor w Rosji, w Kraju Stawropolskim, w rejonie kurskim. W 2010 liczył 2925 mieszkańców.